# Guadalteba
Guadalteba es una de las nueve comarcas de la provincia de Málaga, en la comunidad autónoma de Andalucía. Toma su nombre del río homónimo, afluente del Guadalhorce, y coincide en gran parte de su extensión con el sistema montañoso conocido como Serranía de Ronda.
Según la división comarcal de la Diputación de Málaga, Guadalteba limita al este con la Comarca de Antequera; al sureste, con la comarca del Valle del Guadalhorce; al sur, con la comarca de la Sierra de las Nieves; y al suroeste, con la comarca de la Serranía de Ronda. Al oeste y al norte, limita con las provincia de Cádiz y Sevilla respectivamente.

## Geografía
La comarca está integrada por nueve municipios que son: Almargen, Ardales, Campillos, Cañete la Real, Carratraca, Cuevas del Becerro, Serrato, Sierra de Yeguas y Teba.
| Escudo     | Nombre             | Población (2022) | Superficie (km²) | Densidad (hab./km²) |
| ---------- | ------------------ | ---------------- | ---------------- | ------------------- |
|            | Campillos          | 8.372            | 187,82           | 60,2                |
|            | Teba               | 3.729            | 142,94           | 26,1                |
|            | Sierra de Yeguas   | 3.393            | 85,58            | 39,6                |
|            | Ardales            | 2.520            | 106,5            | 23,7                |
|            | Almargen           | 1.927            | 34,36            | 56,1                |
|            | Cuevas del Becerro | 1.609            | 16,01            | 100,5               |
|            | Cañete la Real     | 1.584            | 165,24           | 9,6                 |
|            | Carratraca         | 718              | 22,43            | 32                  |
|            | Serrato            | 458              | 29,19            | 15,7                |
| Guadalteba | Guadalteba         | 24.310           | 790,07           | 30,77               |

La comarca se encuadra dentro del llamado Surco Intrabético. Los relieves de mayor relevancia están situados al sur, donde se encuentran las sierras del Valle de Abdalajís, Pizarra, Aguas, Baños, Alcaparaín y Ortegícar, que forman una barrera de difícil acceso desde el sur de la provincia. Respecto a la hidrografía, la comarca pertenece a las cuencas del Guadalteba y el Turón.
El clima es de tipo continental, de inviernos fríos y veranos calurosos. La temperatura media anual se sitúa en torno a los 15 o 16 °C, y la precipitación media, entre 600 y 700 mm.
Destacan los ecosistemas húmedos de las lagunas de Campillos y los embalses Guadalhorce-Guadalteba, así como el desfiladero de los Gaitanes.